# Govenia praecox
Govenia praecox är en orkidéart som beskrevs av Gerardo A. Salazar och Edward Warren Greenwood. Govenia praecox ingår i släktet Govenia och familjen orkidéer. Inga underarter finns listade i Catalogue of Life.